# Craterispermum microdon
Craterispermum microdon är en måreväxtart som beskrevs av John Gilbert Baker. Craterispermum microdon ingår i släktet Craterispermum och familjen måreväxter. IUCN kategoriserar arten globalt som starkt hotad.
Artens utbredningsområde är Seychellerna. Inga underarter finns listade i Catalogue of Life.